# متیو ریچاردز (شناگر)

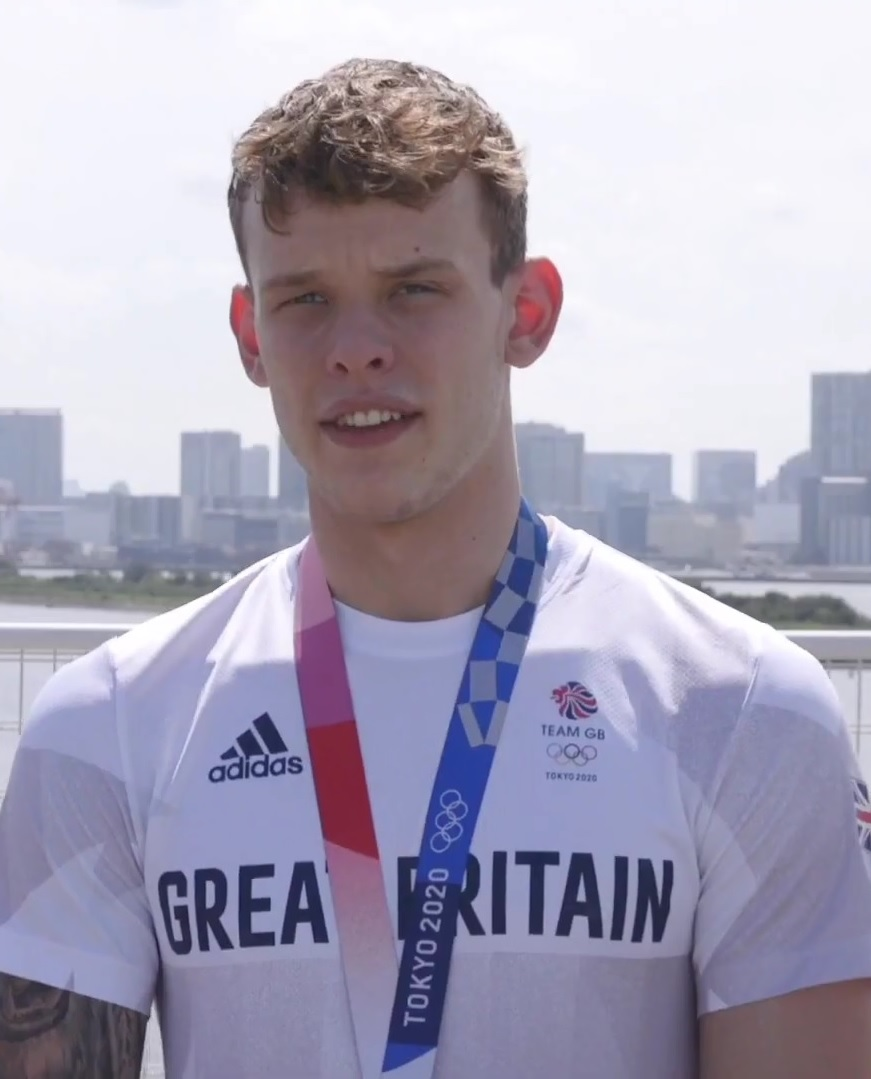
متیو ریچاردز در سال ۲۰۲۱

متیو ریچاردز (انگلیسی: Matthew Richards؛ زادهٔ ۱۷ دسامبر ۲۰۰۲) شناگر اهل بریتانیا است.
وی در مسابقات کشوری و بین‌المللی در مجموع برندهٔ ۲ مدال طلا، ۲ مدال نقره شده‌است.